# Abklingzeit
Abklingzeit ist der Zeitraum, in dem eine Größe bis auf einen bestimmten Wert abfällt.

## Musik
Der Begriff Abklingzeit oder Decay Time wird in der Musik und in der Akustik benutzt, da alle Musikinstrumente nach dem Anschlagen nachklingen und bezeichnet die Zeit, bis der Nachklang fast nicht mehr hörbar ist. In der Raumakustik wird hiermit auch die Nachhallzeit bezeichnet. Dieses ist die Zeit, die vergeht, bis der Schallpegel sich um 60 dB, also auf den tausendsten Teil des Anfangsschalldrucks, verringert hat.

## Radioaktivität, Strahlenmedizin und Kerntechnik
Die Abnahme der Aktivität eines gegebenen Radionuklids folgt dem Zerfallsgesetz und ist durch eine Halbwertszeit beschreibbar. 
In der Kerntechnik bezeichnet Abklingzeit den Zeitraum, den gebrauchte Brennelemente im Abklingbecken verweilen müssen, um so wenig Wärme zu erzeugen, dass diese in einen Transportbehälter verladen werden dürfen. Das Abklingen ist hier nicht durch eine Halbwertszeit beschreibbar, da es sich um ein Gemisch vieler verschiedener Radionuklide handelt.
Bei Kontaminationen mit relativ kurzlebigen Radionukliden wird die Abklinglagerung als Dekontaminationsverfahren angewendet: Das Material wird so lange sicher gelagert, bis die Aktivität auf ein ungefährliches Maß abgesunken ist und das Material z. B. freigegeben oder gefahrlos konventionell beseitigt werden kann. Auch bei anderen radioaktiven Stoffen (z. B. medizinischen Präparaten) bezeichnet Abklingzeit den Zeitraum, nach dem die Reste normal entsorgt werden dürfen. Dies geschieht entweder abhängig von der Dosisleistung oder bei geringen Mengen nach einem subjektiven Maßstab. Dabei werden in der Regel 10 Halbwertszeiten abgewartet, da hiernach die ursprüngliche Dosis um den Faktor 1024 abgenommen hat.
Das Prinzip des Abklingens liegt auch dem sicheren Einschluss beim Rückbau von Kernkraftwerken zugrunde.  Nach dem Abklingen ist die Handhabung sehr vereinfacht.

## Andere Bedeutungen
Bei Größen, die mit einer Abklingkonstante abnehmen, spricht man von Abklingzeit:
- Signalabnahme von NMR-Signalen
- Abklingen von Glocken
- Erdbeben